# Adenostoma fasciculatum
Adenostoma fasciculatum är en rosväxtart som beskrevs av William Jackson Hooker och Arn.. Adenostoma fasciculatum ingår i släktet Adenostoma och familjen rosväxter. Utöver nominatformen finns också underarten A. f. obtusifolium.

## Bildgalleri

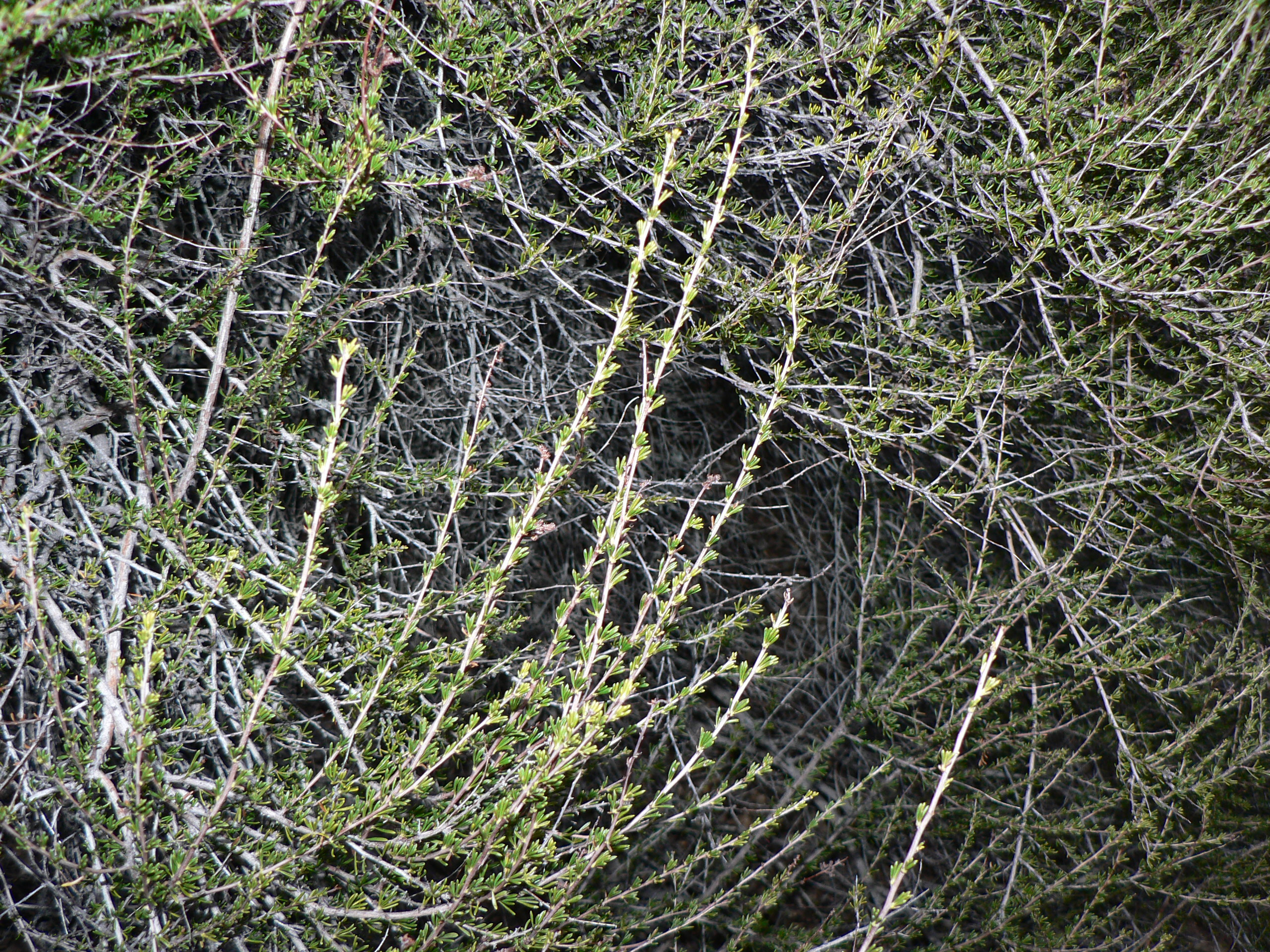
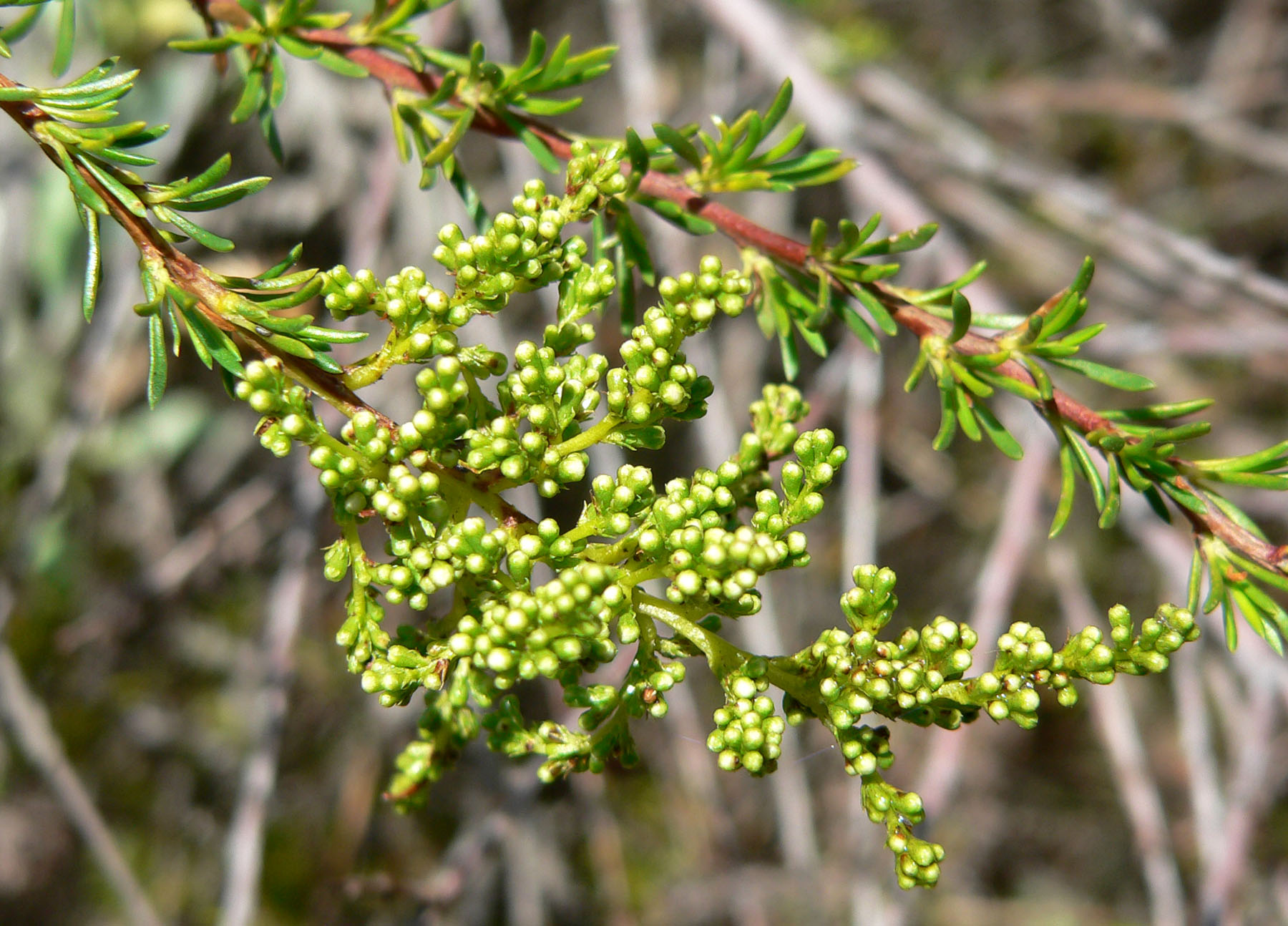
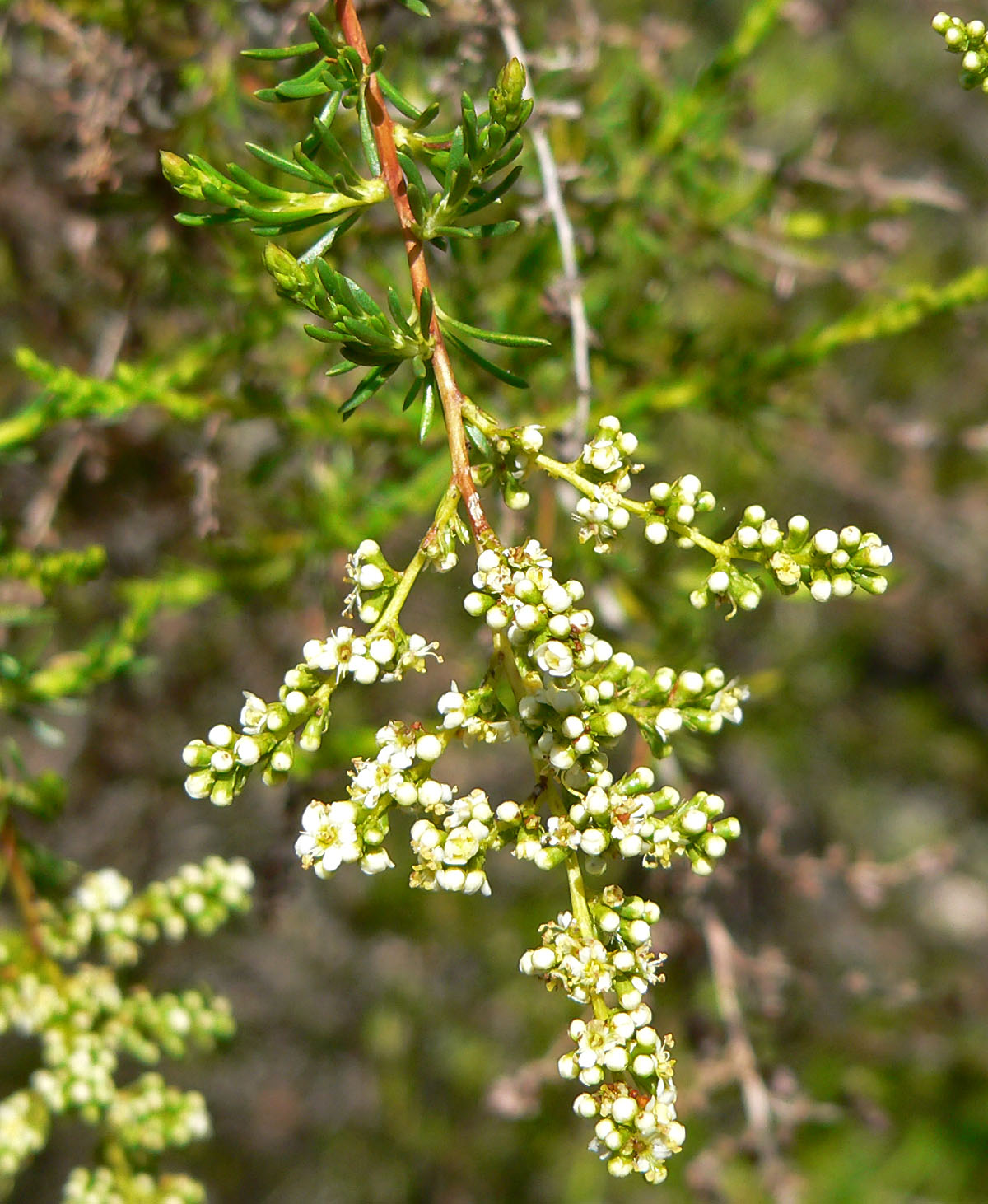
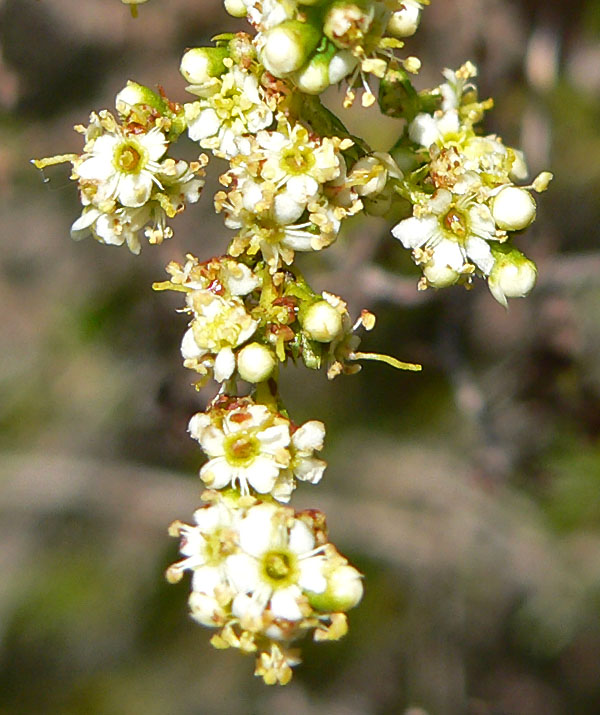
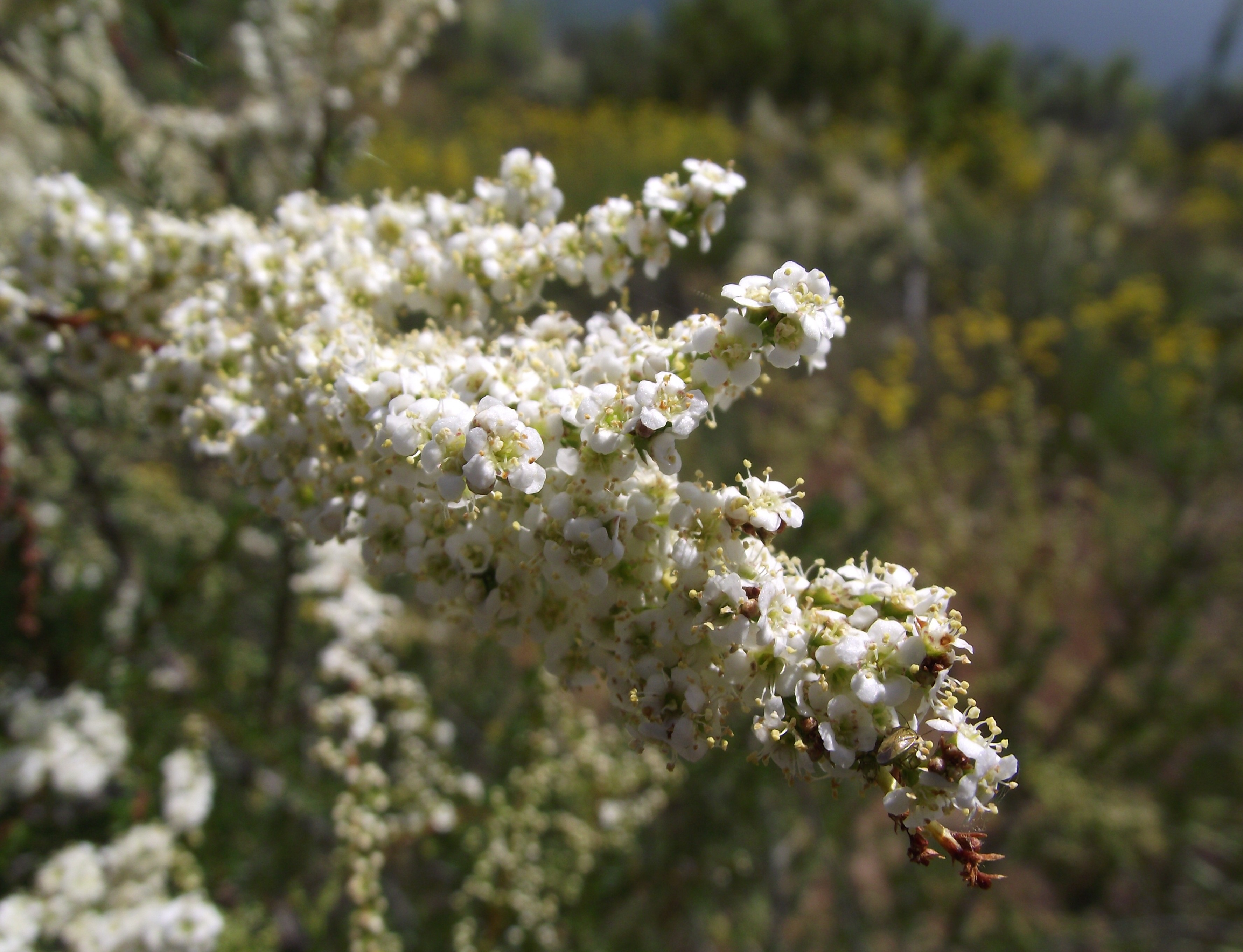
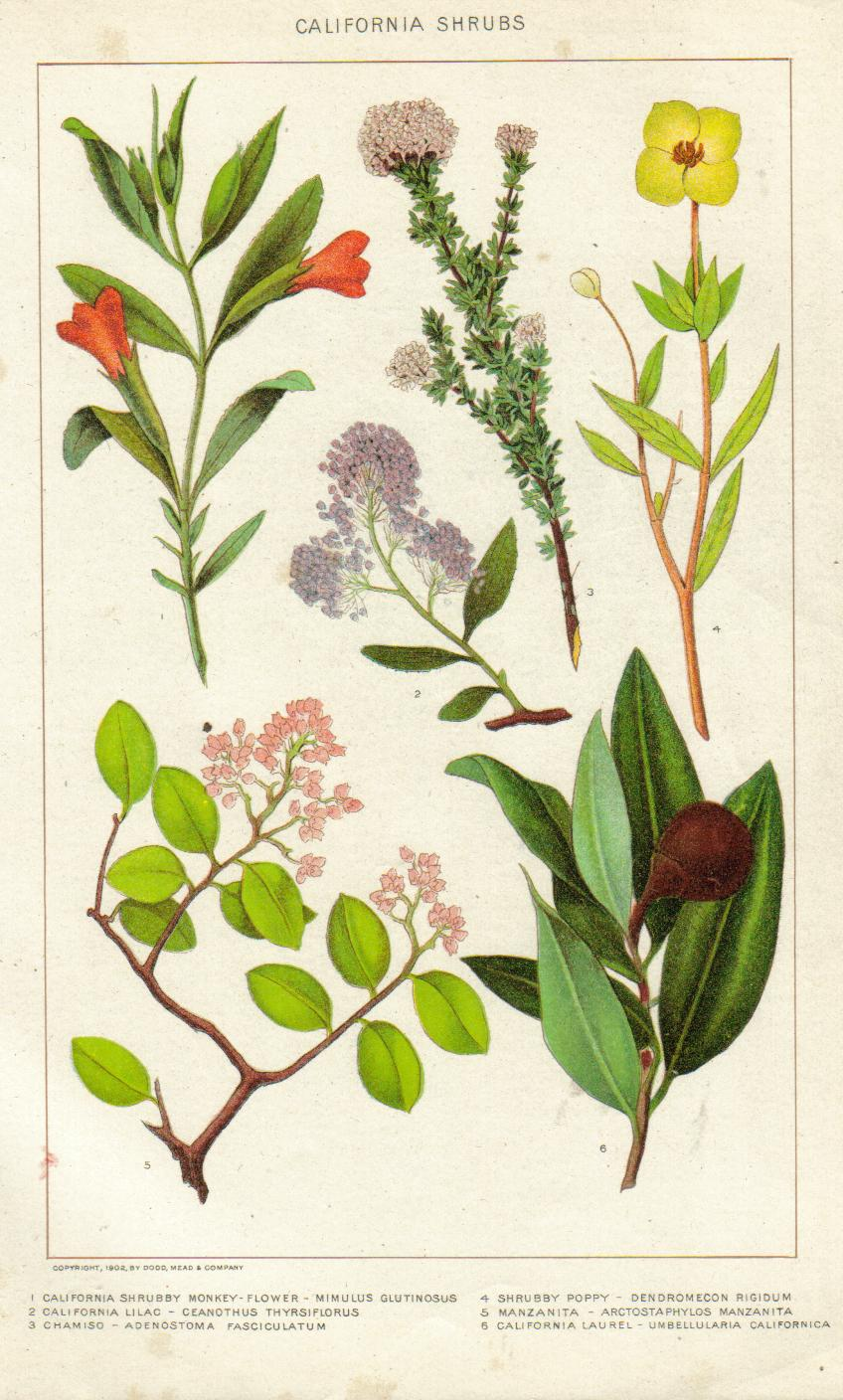